# Jakob Mändmets

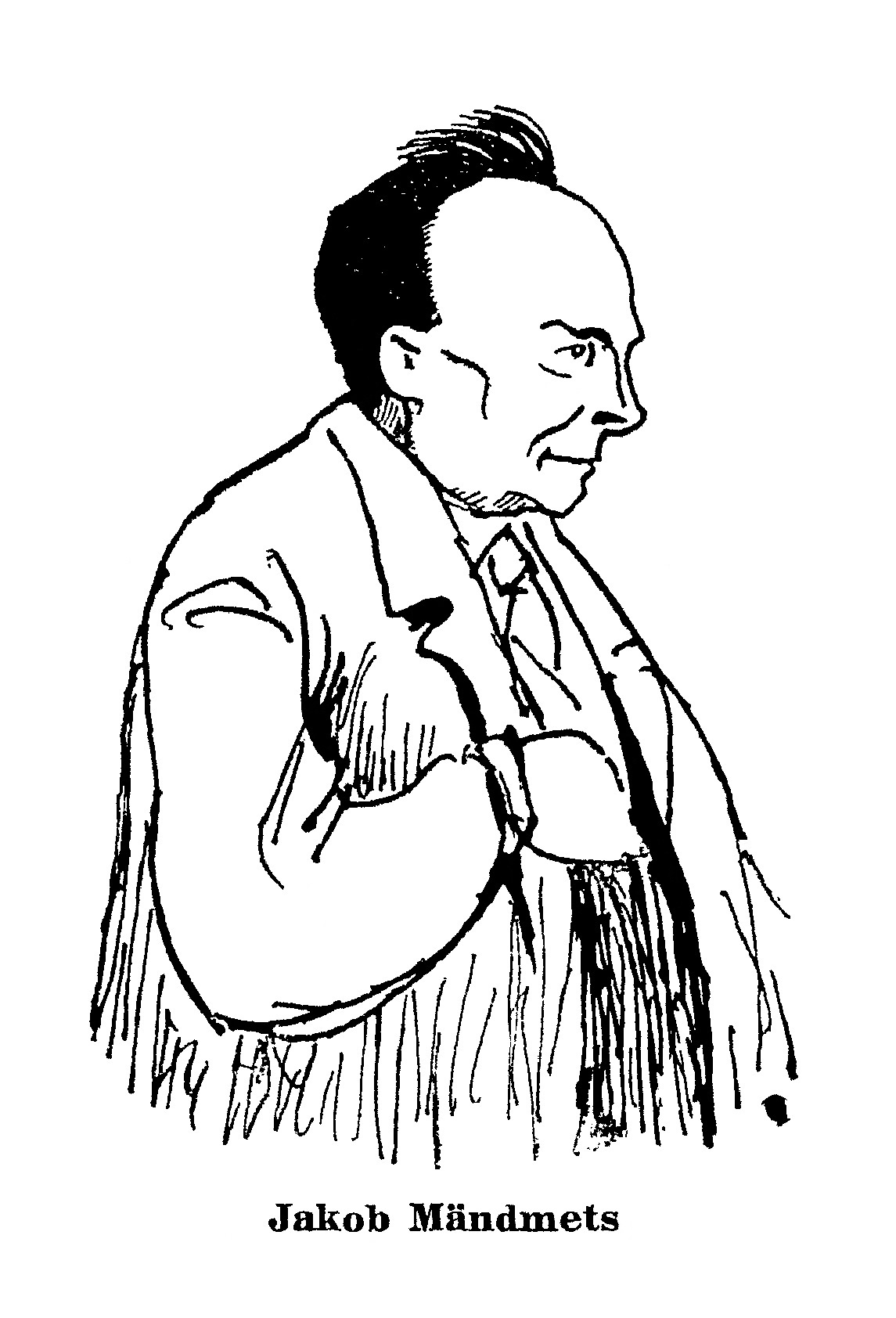

Jakob Mändmets, född 1871, död 29 juli 1930, var en estnisk författare.
Jakob Mändmets föddes nära samhället Kärla på ön Ösel (Saaremaa) 1871 i Estland och dog i huvudstaden Tallinn 1930.
Jakob Mändmets jobbade som lärare och som redaktör innan han påbörjade sitt författarskap.
Några av Jakobs Mändmets släktingar flydde till Sverige under andra världskriget (Carl Julius Mändmets med fru Loviise Mändmets och barnet Leonore). Släkten till Jakob i Sverige har efterhand bytt efternamn till det mer svenskklingande efternamnet Idenås.

## Böcker utgivna av Jakob Mändmets
- "Koduküla vainult" (1900)
- "Pilpad" (1902)
- "Tont" (1902)
- "Meri" (1914)
- "Isa talus" (1913)
- "Küla" (1915)
- "Läbi rädi" (1927)